# 卡萨斯德雷纳
卡萨斯德雷纳，是西班牙埃斯特雷马杜拉巴达霍斯省的一个市镇。总面积50平方公里，总人口218人（2001年），人口密度4人/平方公里。